# Sapintus lemniscatus
Sapintus lemniscatus är en skalbaggsart som beskrevs av Werner 1962. Sapintus lemniscatus ingår i släktet Sapintus och familjen kvickbaggar. Inga underarter finns listade i Catalogue of Life.